# Plantación (Maine)
En el estado de Maine, Estados Unidos, se denomina plantación a un tipo de subdivisión administrativa menor, intermedia entre un municipio (o territorio no organizado) y una ciudad. La expresión, utilizada con este significado, parece ser en la actualidad exclusiva de Maine. Las plantaciones son áreas escasamente pobladas.

## Historia
Ningún otro estado de Nueva Inglaterra tiene una entidad equivalente a la subdivisión administrativa conocida como plantación. Massachusetts usó el término «plantación» en tiempos coloniales para definir una comunidad en una etapa de desarrollo previa a la ciudad. Maine probablemente en su origen tomó el término de Massachusetts, ya que Maine formaba parte de Massachusetts. El término, sin embargo, ha estado fuera de uso generalizado en Massachusetts desde el siglo XVIII. El término también se usó en la etapa colonial de Rhode Island, y queda un vestigio en el nombre oficial actual del Estado, que es Estado de Rhode Island y Plantaciones de Providence. William Bradford, en su libro Del asentamiento de Plymouth, (en inglés Of Plymouth Plantation), dejó un relato pormenorizado acerca de la fundación de la comunidad.
Richard Walden Hale describió la formación de una plantación en La historia de Bar Harbor (1949). Según este autor, inicialmente las tierras se subdividieron en municipios, con áreas cuyas características las hacían aptas para el futuro desarrollo urbano. Las tierras eran adquiridas por congregaciones religiosas o grupos de futuros pobladores, que se instalaban ("plantaban") como colonos, planificando la distribución de los terrenos de modo de garantizar el espacio para la construcción de la iglesia y la escuela.
En la actualidad, las plantaciones del Maine tienen una superficie promedio de 100 km². La más poblada, Dallas Plantation, tenía en 2017 una población estimada de 293 habitantes.